# Arbeitsgemeinschaft Katholisch-Theologischer Bibliotheken
Die Arbeitsgemeinschaft Katholisch-Theologischer Bibliotheken (AKThB) ist ein Zusammenschluss von 136 wissenschaftlichen Bibliotheken mit dem Sammlungsschwerpunkt Katholische Theologie. Die Bibliotheken befinden sich im deutschsprachigen Raum und in Trägerschaft der römisch-katholischen Kirche. Die Gründung erfolgte 1947 in Frankfurt am Main.
Neben den ordentlichen Mitgliedern sind auch sonstige theologische Bibliotheken in staatlicher Trägerschaft und außerhalb des deutschsprachigen Raums assoziierte Mitglieder.

## Entwicklung der Mitgliederzahl
- 1948: 39
- 1952: 52
- 1972: 92
- 1979: 112
- 1999: 156
- 2021: 136

## Vorsitzende
- 1947–1952: Leo Ueding SJ
- 1952–1963: Dionys Schötz OFM, 1964–1972 Ehrenvorsitzender
- 1963–1968: Alfons Kloos, 1978–1992 Ehrenvorsitzender
- 1968–1978: Hans-Christian Klose
- 1978–1983: Franz Rudolf Reichert
- 1983–1987: Heribald Wenke OFM
- 1987–1995: Hermann-Josef Schmalor
- 1995–1997: Matthias Buschkühl
- 1997–2011: Jochen Bepler
- 2011–2022: Georg Ott-Stelzner, Leiter der Diözesanbibliothek der Diözese Rottenburg-Stuttgart und seit 1999 Schriftleiter des Mitteilungsblattes der Arbeitsgemeinschaft
- seit 2022: Hans-Walter Stork, Direktor der Erzbischöflichen Akademischen Bibliothek des Erzbistums Paderborn

## Organisation
Die Arbeitsgemeinschaft hält seit 1950 eine Jahrestagung ab und veröffentlicht seit 1952/53 ein Mitteilungsblatt, das bis 1958 unter der Schriftleitung von Klemens Honselmann stand. Honselmann war auch bis 1978 Schatzmeister. Außerdem veröffentlicht die Arbeitsgemeinschaft ein Jahrbuch.
1994 erfolgte die Erstellung eines Datenpools theologischer Bibliotheken, der später in den Kirchlichen Verbundkatalog (KiVK) einging. Der ViVK wurde zum Virtuellen Katalog Theologie und Kirche (VThK) weiterentwickelt, der von der AKThB gemeinsam mit dem Verband kirchlich-wissenschaftlicher Bibliotheken (VkwB) betrieben wird und seit dem 1. März 2004 online ist.
Die Datenbank des Index theologicus wird für die Mitgliedsbibliotheken bereitgestellt.

## Veröffentlichungen
- Reihe Veröffentlichungen der Arbeitsgemeinschaft Katholisch-Theologischer Bibliotheken, Bd. 1 (1974), Bd. 2 (1974), Bd. 3 (1979), Bd. 4 (1991), Bd. 5 (2010).
- Handbuch der kirchlichen katholisch-theologischen Bibliotheken in der Bundesrepublik Deutschland und in West-Berlin, erarbeitet und herausgegeben von Franz Rudolf Reichert, Trier 1972; 2., neu bearbeitete und wesentlich erweiterte Ausgabe 1979; 3., von Franz Wenhardt völlig neu bearbeitete Ausgabe unter dem Titel Handbuch der katholisch-theologischen Bibliotheken, München 1991 (als Band 4 der Reihe Veröffentlichungen).